# Lithocarpus propinquus
Lithocarpus propinquus C.C.Huang & Y.T.Chang – gatunek roślin z rodziny bukowatych (Fagaceae Dumort.). Występuje naturalnie w południowych Chinach – w południowo-wschodnim Junnanie. 

## Morfologia
PokrójZimozielone drzewo dorastające do 10–15m wysokości.
LiścieBlaszka liściowa jest skórzasta i ma podługowaty kształt. Mierzy 10–15 cm długości oraz 3–4,5 cm szerokości, jest całobrzega, ma klinową nasadę i spiczasty wierzchołek. Ogonek liściowy jest nagi i ma 6–10 mm długości.
OwoceOrzechy o kulistym kształcie, dorastają do 8–11 mm długości i 12–16 mm średnicy. Osadzone są pojedynczo w miseczkach w kształcie kubka, które mierzą 5–7 mm długości i 12–15 mm średnicy.

## Biologia i ekologia
Rośnie w wiecznie zielonych lasach. Występuje na wysokości od 1300 do 1700 m n.p.m. Kwitnie i owocuje od grudnia do stycznia.